# Aegiochus quadratisinus
Aegiochus quadratisinus is een pissebed uit de familie Aegidae. De wetenschappelijke naam van de soort is voor het eerst geldig gepubliceerd in 1903 door Richardson.